# Pianeti del Ciclo delle Fondazioni
Questo è un elenco dei pianeti nominati nel ciclo della Fondazione, nel ciclo dei Robot e nel Ciclo dell'Impero di Isaac Asimov.
Le date sono indicate in era Galattica (EG) o in era della Fondazione (EF).

## Alpha
Pianeta orbitante attorno ad Alpha Centauri A, era in origine un pianeta completamente coperto dalle acque, che nei primi secoli di dominio imperiale subì l'inizio di una terraformazione, che fece sorgere una piccola isola; il progetto prevedeva originariamente il sollevamento dagli abissi di interi continenti, ma l'Impero lo abbandonò ben presto per cause ignote.
Nel 497 E. F., Alpha è abitato dagli ultimi superstiti della Terra, per lo più di etnia polinesiana, melanesiana e asiatica, trasferiti dall'Impero Galattico quando la Terra era ormai diventata completamente radioattiva e incapace di supportare la vita. I suoi abitanti, che vivono di pesca e possono controllare il tempo meteorologico, lo chiamano Nuova Terra.
Viene visitato da Golan Trevize, Janov Pelorat e Bliss durante la loro ricerca della Terra.

## Arturo
Altrimenti chiamato Arcturus è uno dei primi pianeti colonizzati dall'uomo. Su di esso infatti sono state rinvenute iscrizioni nell'antica e prima lingua globale del pianeta originario: l'inglese (o meglio, una sua versione futura di quello moderno). Su di esso, durante e prima l'epoca imperiale, si sono sviluppate fortissime tensioni anti-terrestre. Il pianeta prende il nome dalla stella attorno alla quale orbita.
Su affermazioni del diplomatico imperiale e filologo Lord Dorwin, del primo secolo dell'Era della Fondazione, il sistema di Arturo sarebbe il più accreditato dagli studiosi antichi come mondo originario della specie umana, nonostante invero le caratteristiche fisiche stellari sfavorevoli ad uno sviluppo di pianeti con ecosistema stabile adatto alla vita.

## Askone
Pianeta della Periferia entrato nell'orbita commerciale della Fondazione attorno al 130 EF, dopo la missione di Limmar Ponyets narrata nella quarta parte di Cronache della Galassia.

## Asperta
Pianeta col quale la Fondazione ha attorno al 300 EF delle "due pratiche commerciali". Nominato dal sindaco Indbur III in Il crollo della Galassia centrale.

## Aurora
Aurora è stato il primo pianeta ad essere colonizzato dagli esseri umani dopo la Terra nel 2165 nonché primo degli Spaziali. Chiamato originariamente Nuova Terra, Aurora orbita intorno alla stella Tau Ceti, a circa 3,7 parsec (12 anni luce) dalla Terra. Fin dall'inizio, Aurora è stato il più potente dei mondi Spaziali; per questo è stato considerato dagli altri una guida politica. Al suo massimo splendore, all'epoca degli eventi di I robot dell'alba, Aurora era abitato da circa 200 milioni di umani, il cui numero era regolato dalla politica dei due figli, e da circa 10 miliardi di robot. La città più grande del pianeta era Eos, nella quale vivevano sia Han Fastolfe che Gladia Delmarre. L'Istituto di Robotica si trovava a Eos. In questo periodo la massima autorità politica è nominata Presidente: formalmente non ha poteri, se non il compito di cercare la mediazione tra le parti politiche quando queste sono in disaccordo, ma in pratica il Presidente può però influenzare in maniera decisiva il voto del parlamento.
In Preludio alla Fondazione viene rivelato che dopo la caduta degli Spaziali i sopravvissuti di Aurora si sono trasferiti su Trantor, in particolare nel settore trantoriano di Micogeno, dove hanno sviluppato una società chiusa e basata sul ricordo dell'antica grandezza. I Micogeniani ritengono erroneamente che il loro mondo di origine, chiamato da loro Mondo dell'Alba, sia stato il pianeta originario dell'umanità.
In Fondazione e Terra, il pianeta non è più abitato da esseri umani, e la sua fauna è dominata da cani selvatici discendenti dei cani domestici ivi importati al tempo della colonizzazione del pianeta.

## Baleyworld
Compare nel romanzo I robot e l'Impero. È il primo pianeta colonizzato da terrestri della seconda ondata, dopo i 50 mondi degli Spaziali.
Orbita attorno a Epsilon Eridani e questo lo rende un pianeta leggermente più freddo della Terra, abitato da austeri e determinati coloni terrestri con un odio smodato per i robot e gli "Spaziali". La capitale è Baleytown.
Deve il suo nome a Bentley Baley, figlio del celebre investigatore Elijah Baley (personaggio introdotto da Asimov in Abissi d'acciaio a cui si deve il fenomeno della seconda colonizzazione da parte di pionieri terrestri). Ben Baley fu il capo dei coloni terrestri che per primi sbarcarono sul pianeta. In seguito il nome cambierà prima in Benbally World, e infine in Comporellen (o Comporellon, in L'orlo della Fondazione).
Nel 498 e. F., o era della Fondazione (come descritto in Fondazione e Terra), Comporellon non fa parte dei territori controllati da Terminus ma ne è un semplice alleato.

## Baronn
Pianeta d'origine di Bel Arvadan, menzionato in Paria dei cieli, del settore di Sirio.

## Bonde
Un pianeta della Fondazione attorno al 300 EF, menzionato dal sindaco Indbur III.

## Cil
Menzionato in L'altra faccia della spirale, è sulla normale rotta commerciale tra Kalgan e Tazenda.

## Cinna
Pianeta da cui Dors Venabili diceva di provenire.

## Euterpe
Un mondo degli Spaziali, meta turistica a causa delle sue ampie foreste pluviali e del suo satellite Gemstone, che ha un raggio di circa 120 km.

## Florina
Pianeta su cui è ambientato gran parte del romanzo Le correnti dello spazio. All'epoca degli eventi di questo romanzo, Florina è dominato dal vicino pianeta di Sark: i suoi abitanti sono trattati in modo simile a schiavi nelle immense piantagioni di kirt, la stoffa più preziosa del tempo fondamentale nell'economia sarkita. Tale pianta cresce solamente su Florina, a causa di una corrente interstellare di carbonio che modifica le radiazioni provenienti dal suo sole.

## Gaia
Gaia è un pianeta molto accogliente dotato di un ecosistema in perfetto equilibrio che deriva dal particolare processo evolutivo, una vera e propria utopia che ha portato alla nascita su Gaia di quella che può essere definita come una democrazia totale. Su Gaia ogni piccolo componente (ogni pianta, animale, oggetto sia artificiale e naturale come le montagne, l'aria, gli oceani, la crosta planetaria e il nucleo) ha una propria consapevolezza che lo collega continuamente agli altri tramite contatto telepatico. Questa consapevolezza deriva da due fattori: l'intelligenza o complessità del singolo componente e la quantità con la quale il componente è fisicamente presente sul pianeta. Se prendessimo come esempio un singolo uomo e una pietra, l'uomo avrebbe sicuramente una intelligenza o complessità superiore rispetto a quella di una roccia e per questo la sua consapevolezza e il suo contributo alla collettività saranno ben maggiori rispetto alla pietra. Se però tenessimo conto della quantità di roccia presente sul pianeta sotto forma di montagne, fondali oceanici ecc. scopriremmo che le rocce unendosi nella consapevolezza collettiva forniscono un notevole contributo a Gaia. Ogni singolo elemento di Gaia è anche un singolo individuo: possono quindi sì nascere contrasti, come ad esempio uomini che hanno pareri differenti o prede e predatori che lottano per la sopravvivenza, ma grazie al collegamento che li unisce tutti questi contrasti finiscono sempre per favorire l'intera collettività.

### Galaxia
La nascita di tale ecosistema è avvenuta grazie a R. Daneel Olivaw che, spinto dall'imperativo della legge Zero, ha trasferito ai componenti di Gaia sia i suoi poteri telepatici che una versione modificata delle leggi della robotica che recita: Gaia non può recare danno alla vita, né può permettere che, a causa del suo mancato intervento, la vita riceva danno. La collettività, che inizialmente comprendeva solo gli esseri umani, si è progressivamente estesa ed il processo, che è ancora in corso, ha come fine ultimo Galaxia, ossia la realizzazione di una consapevolezza che comprenda tutta la Via Lattea, dai componenti più grandi come le stelle fino al pulviscolo.
La Legge Zero della robotica afferma infatti che nessun robot deve recare danno all'umanità. Essendo l'umanità composta da un numero elevatissimo di esseri umani, valutare quali azioni rechino danno ad essa si rivela estremamente difficoltoso: Olivaw cerca di creare Galaxia per poter considerare l'umanità come un unico organismo, e semplificare le valutazioni su di essa. Perché Galaxia si realizzi non è però sufficiente l'azione di Olivaw, essendo egli un robot: la scelta viene quindi compiuta da Golan Trevize, che vede in Galaxia l'unico modo per poter fronteggiare un'eventuale intelligenza aliena. Olivaw sceglie, al contempo, la mente di Fallom, in modo da potersi svincolare (in una certa misura) dalle leggi della robotica. Fondazione e Terra, e con esso il Ciclo della Fondazione, ultimo capitolo della saga dell'universo di Asimov, termina senza rivelare alcunché sulla futura realizzazione di Galaxia.

### Gaiani
Gli uomini che vivono su Gaia prendono il nome di gaiani ed hanno la particolarità di avere nomi molto lunghi che crescono con l'età e lo status sociale, per questo si tende a fare uso di diminutivi. Per descrivere la propria situazione di essere collettivo i gaiani indicano se stessi con la dicitura io/noi/Gaia. I gaiani vivono in totale armonia col proprio pianeta, non hanno necessità né di abiti particolarmente pesanti né di case particolarmente accoglienti, in quanto Gaia non permette mai che le condizioni atmosferiche siano troppo avverse. La popolazione, che ammonta a circa un miliardo di individui, è uniformemente distribuita sul territorio, formato prevalentemente da accoglienti isole di media grandezza, tuttavia per assicurare la diversità biologica non mancano gli ecosistemi più avversi come calotte polari o deserti, anche se non sono mai troppo estesi. Se si allontanano dal pianeta, i Gaiani mantegono comunque il contatto con Gaia, anche se questo causa loro un certo stress; se un gaiano non si nutre con cibo proveniente da Gaia metabolizzandolo nel proprio corpo lo rende comunque parte della collettività, i pasti poi pur essendo nutrienti sono ben poco saporiti in quanto il mangiare è visto solo come mezzo per nutrirsi. Pur disponendo di mezzi tecnologici come astronavi e stazioni spaziali, il particolare contatto telepatico con la collettività rende inutile qualunque tipo di documentazione scritta, dato che la memoria collettiva viene registrata dentro Gaia stessa (in particolare nelle rocce) e permette ai Gaiani di poter accedere in qualunque momento ad ogni tipo di dato. Gli stessi dati vengono memorizzati da più punti di vista in base all'importanza che hanno per la collettività e non vengono persi a causa della morte di un singolo componente; la memoria di Gaia infatti risale a ben 15000 anni.

## Getorin
Pianeta vicino Trantor, noto come pianeta di vacanze, nominato in Fondazione anno zero.

## Glyptal IV
Pianeta della Periferia dove la Fondazione tenta di imporre la sua influenza religiosa attorno al 130 EF.

## Hame
Hame è il nome dialettale che i contadini di Trantor hanno dato al loro pianeta. Una volta che questo ha smesso di essere la capitale dell'Impero e dopo il Grande Saccheggio e lo smantellamento della megalopoli planetaria da parte dei mercanti di metalli di tutta la galassia, il mondo è involuto allo stadio di un pianeta agricolo, abitato da gente semplice, superstiziosa e poco acculturata.
In L'altra faccia della spirale si scopre che l'attuale condizione dell'ex-capitale è il paravento usato dai membri della Seconda Fondazione per non far sapere della loro esistenza alla Prima Fondazione di Terminus. Essi si sono stabiliti nell'area un tempo appartenente all'antica Università Galattica, con la sua ricchissima Biblioteca.
In L'orlo della Fondazione Asimov ci fa sapere che il vecchio nome è usato solo dai membri della Seconda Fondazione, mentre gli agricoltori hamiani preferiscono usare il loro termine dialettale per superstizione  .

## Haven
Uno dei più importanti pianeti dei Mercanti indipendenti attorno al 300 EF, assieme a Iss e Mnemon. Le sue città erano costruite sottoterra, e la maggiore tra esse, Gleifar city, contava prima dell'ascesa del Mule circa ventimila abitanti, ed era la più grande tra tutte le città dei Mercanti indipendenti. La sua flotta era la più imponente tra tutti gli altri mondi dei mercanti.
Toran Darell era nativo di Haven.

## Helicon
Helicon è il pianeta nativo di Hari Seldon. Situato alla fine della Spirale Galattica, nella regione di Arturo, è un pianeta periferico, piccolo e povero di risorse, complessivamente poco importante nella storia galattica; prima della nascita dell'Impero Galattico era terra di conquista per altri regni.
Su Helicon si sviluppò intorno all'11800 dell'Era Galattica il movimento Globalista, che ai tempi del suo massimo splendore arrivò a coinvolgere circa il 10% della popolazione del pianeta. I Globalisti credevano che Helicon fosse l'unico pianeta abitato nella Galassia, rifiutando l'Impero Galattico come un elaborato inganno. Questo passo rimanda al cosiddetto Problema delle Origini, ovvero l'interrogativo delle origini dell'umanità, quesito chiave della ricerca storiografica di Seldon.
È noto per le sue elaborate tecniche di arti marziali (la cosiddetta Torsione).
Sono noti due animali che vi vivono: il lamecco (in originale lamec, anagramma di camel, cammello), noto per la sua proverbiale laboriosità (Seldon cita il proverbio "faticare come un lamecco") e la greti (come in originale, anagramma di tiger, tigre), usato nel proverbio (ancora citato da Seldon) "cavalcare un greti", nel senso di cercare di domare una situazione difficile.

## Hesperos
Uno dei Mondi Spaziali, dove Vasilia Aliena attese la morte di suo padre Han Fastolfe.

## Hopara
Pianeta natale di Lisung Randa. La caratteristica di questo mondo e di quelli del suo settore è la popolazione, che presenta tratti somatici prevalentemente orientali.

## Horleggor
Sito della prima battaglia del Mule contro la Fondazione.

## Ifni
Pianeta del settore anacreoniano dove è stata combattuta una battaglia tra la Fondazione e Kalgan.

## Iss
Pianeta dei Mercanti indipendenti al tempo dell'ascesa del Mule (circa 300 EF). Assieme a Haven e Mnemon, rappresenta a quel tempo circa metà delle forze militari dei Mercanti Indipendenti. Il suo rappresentante alla conferenza di Radole era Mangin.

## Kalgan
Kalgan appare nel romanzo Fondazione e Impero nel periodo di ascesa del Mulo: esso è il primo di numerosi pianeti da lui conquistati senza alcuno sforzo. Si tratta di un mondo ricco, grazie allo sviluppo dell'industria turistica favorita dal clima complessivamente caldo. Divenne così la capitale dell'Unione dei Mondi il cui capo è chiamato Primo Cittadino. Dopo la caduta del Mulo, Terminus si ribellò riconquistando l'indipendenza e Kalgan conobbe un lento declino. Con al comando il Primo Cittadino Stettin combatté una nuova guerra con Terminus, riuscendo a sfondare e ad arrivare alle porte del pianeta, ma grazie all'intervento della Seconda Fondazione Terminus vinse riconsegnando Kalgan all'oblio.

## Korell
(Isaac Asimov - Fondazione)
Korell è un pianeta formalmente governato da una repubblica ma in realtà il potere è detenuto dal commodoro Asper Argo mediante un regime autocratico.
La vicenda della cosiddetta repubblica di Korell è raccontata nell'ultima parte del romanzo Fondazione. La scomparsa di alcuni mercantili di Terminus nello spazio korelliano porta il governo di Terminus, tramite Jorane Sutt a incaricare Hober Mallow di recarsi su Korell e chiarire il mistero. Essendo i mercantili della Fondazione gli unici mezzi spaziali dotati di armi atomiche in tutta la periferia galattica, la paura è che Korell abbia messo le mani su armamenti del genere e ne possa fare uso per sfidare la Fondazione e il suo dominio politico e commerciale nel quadrante. Mallow scopre che le cose stanno effettivamente così, grazie al fatto che il Commodoro sfrutta ancora le vecchie centrali atomiche del decadente Impero galattico. Asper Argo ha infatti sposato la figlia di un governatore imperiale dei settori centrali e grazie a ciò ha avuto in dote una piccola flotta di incrociatori atomici imperiali che ha deciso di usare per spazzare via Terminus e la Fondazione. Si realizza così la terza crisi Seldon, risolta da Mallow grazie a un difficile compromesso diplomatico, non prima di un processo contro lo stesso Mallow intentato dai suoi nemici su Terminus, tra cui lo stesso Sutt, e di una breve guerra contro Korell che termina con la sconfitta del Commodoro e l'annessione della Repubblica alla Fondazione.

## Langano
Sede dell'università dove ha studiato Stettin Palver.

## Libair
Pianeta i cui abitanti hanno una carnagione molto scura.

## Lingane
Pianeta della nebulosa Testa di Cavallo, l'ultimo ad essere conquistato dai Tirannici. Pianeta essenzialmente commerciale, è governato da un Autarca.
Lingane riuscì a sconfiggere i Tirannici nella prima guerra tra i due pianeti, di fatto fermando definitivamente l'espansione del regno di Tyrann. Tuttavia, la resistenza cedette dopo la morte dell'Autarca Sander Jonti, coinvolto in un piano per far crollare Tyrann.
Orbita attorno ad una stella di classe spettrale G-2.

## Livia
Pianeta natale di Humbal Yariff.

## Lyonesse
Menzionato dal sindaco Indbur III, ha un accordo commerciale con la Fondazione. Viene conquistato dal Mule attorno al 300 EF.

## Lucreza
Mondo principale dell'omonimo settore, è uno dei dieci più popolosi della galassia all'epoca di Cleon I.

## Lystena
Mondo Esterno, pianeta natale del giudice Tejan Popjens Lih, nominato in Fondazione anno zero.

## Madras
Pianeta dove è stata ambasciatrice Harla Branno prima di diventare sindaco di Terminus. È nominato in L'orlo della Fondazione.

## Melpomenia
Diciannovesimo mondo Spaziale in ordine di colonizzazione, sottoposto a terraformazione poi abbandonato. Nel 499 EF, il pianeta è in fase di decadimento ambientale ed oramai privo di atmosfera respirabile, abitato soltanto da una specie di muschio. Nel romanzo Fondazione e Terra, i protagonisti vi giungono durante la loro ricerca della Terra, trovando tra i ruderi di un antico palazzo una stele con incisi i nomi e le coordinate dei cinquanta mondi Spaziali.

## Mnemon
Pianeta dei Mercanti indipendenti al tempo dell'ascesa del Mule (circa 300 EF). Insieme a Haven e Iss, rappresenta a quel tempo circa metà delle forze militari dei Mercanti Indipendenti. Il suo rappresentante alla conferenza di Radole era Ovall Gri; durante questa conferenza il Mule attaccò a tradimento il pianeta, causando la loro entrata in guerra.

## Mores
Sigla un trattato commerciale con la Fondazione attorno al 300 EF, sotto il sindaco Indbur III.

## Neo-Trantor
Neo Trantor è un pianeta situato a pochi parsec da Trantor, nelle regioni centrali della Galassia. Dopo il Grande sacco di Trantor la famiglia imperiale fuggì dalla capitale stabilendosi in questo mondo che venne così ridenominato. Precedentemente a tale evento esso era uno dei numerosi pianeti agricoli incaricati di rifornire di alimenti la capitale galattica. Pochi decenni dopo con l'anziano imperatore Dagobert IX in uno stato di demenza e la morte di suo figlio e reggente Dagobert X, il Mulo prese facilmente possesso degli ultimi venti pianeti che componevano il primo Impero Galattico.

## Nephelos
Uno dei pianeti della Nebulosa Testa di Cavallo, mondo principale del governatorato di Widemos, conquistato da Tyrann circa cinquanta anni prima degli eventi narrati in Il tiranno dei mondi. Il protagonista di questo romanzo, Biron Farill, proviene da Nephelos.
Orbita attorno ad una stella di classe spettrale G-2.

## Nexon
Pianeta Spaziale, a 2 parsec (circa 6 anni luce) da Solaria. Nexon e Solaria formano la coppia di pianeti Spaziali a minor distanza reciproca; i coloni di Solaria provenivano da Nexon.

## Nishaya
Pianeta isolato, che non ha mai fatto parte del regno di Trantor prima della fondazione dell'Impero. Nel 12028 EG Laskin Joranum disse di provenire da questo pianeta. I suoi abitanti parlano con un accento molto diverso dal Galattico standard.

## Orsha II
Capitale del settore normannico dopo la ribellione di Siwenna poco prima del 150 EF. Dista da Siwenna circa 20 parsec (65 anni luce).

## Quattro Regni
I Quattro Regni sono una zona di spazio della periferia della Galassia, dichiaratasi indipendente dall'Impero Galattico nel 50 EF. Hanno per capitale, rispettivamente, Anacreon, Smyrno, Locris e, probabilmente, uno tra Konom e Daribow.
Durante l'era Galattica, i Quattro Regni erano delle prefetture della provincia di Anacreon, che era considerata una delle più ricche dell'intera periferia. Nel 50 EF queste prefetture si dichiararono indipendenti, dando vita a dei piccoli regni che cominciarono subito a combattersi tra loro, pur avendo perso la conoscenza dell'energia nucleare. Tra questi, il regno di Anacreon era il più potente; dai frequenti accenni che se ne fanno, Smyrno sembra essere il secondo.
I Quattro Regni (in particolare Anacreon) tentarono inizialmente di conquistare Terminus (che formalmente non faceva parte né della provincia né di alcuna delle prefetture); in seguito la Fondazione stabilì su di essi un predominio basato sulla concessione di aiuti scientifici e umanitari, controllati però da un clero addestrato su Terminus e fedele alla Fondazione.
Dopo la fine della fase "religiosa" del dominio della Fondazione, questi regni divennero parte integrante della Fondazione e insieme le linee più interne di difesa del pianeta Terminus; Bel Riose riuscirà a spingersi fino a Locris prima di essere richiamato da Cleon II.

### Anacreon
Anacreon (conosciuto anche come Anacreonte in diverse traduzioni) durante l'era Galattica è uno dei più importanti e ricchi pianeti della periferia della Galassia; si trova a circa 10.000 parsec (32.500 anni luce) dalla capitale imperiale Trantor, ed è la capitale della provincia e della prefettura di Anacreon.
Nel 50 EF, il pianeta si dichiara indipendente dall'Impero Galattico, insieme ad altre prefetture della stessa provincia; queste nuove entità politiche divengono note con il nome complessivo di Quattro Regni. Anacreon stesso diventa la capitale del più potente di questi regni, nonché il più vicino a Terminus; il primo re di Anacreon firma un trattato con l'Impero che riconosce la sua indipendenza e tenta di conquistare la Fondazione, venendone respinta dalla minaccia congiunta degli altri regni.
Nell'80 EF avviene la seconda crisi Seldon: essa consiste nel tentativo di Wienis, reggente di Anacreon, di conquistare la Fondazione. Wienis muore suicida una volta constatata la supremazia tecnologica e spirituale dei suoi nemici ed a esso succede suo nipote il re di Anacreon Leopoldo I, appena divenuto maggiorenne.
In seguito Anacreon viene assorbito dalla Fondazione come gli altri regni.
- Il nyak è un enorme uccello, la cui caccia è l'attività preferita degli Imperatori in visita prima e dei re di Anacreon poi. La sua caccia è effettuata tramite aerei dotati di fucile ad arpione.

### Smyrno
Si trova a 50 parsec (165 anni luce) da Terminus. Sostenne una guerra con Anacreon attorno al 50 EF, perdendola.
Hober Mallow era originario di Smyrno.

### Locris
Locris o Loris si trova a circa 20 parsec (65 anni luce) da Terminus e a 800 parsec da Santanni. Esporta vino, considerato di eccellente qualità. Ha combattuto almeno una guerra contro Anacreon. È il luogo di nascita di Han Pritcher.

## Quoriston
Luogo della battaglia decisiva nella guerra tra Kalgan e la Fondazione, nel 377 EF.

## Radole
Il più debole pianeta dei Mercanti indipendenti. Per questa sua caratteristica è scelto per ospitare la conferenza che deve decidere l'entrata o meno in guerra contro il Mule. Essendo in rotazione sincrona rivolge sempre la stessa faccia al suo sole, così che l'unica zona abitabile è una stretta fascia longitudinale, dove la luce crepuscolare permette di avere temperature miti.

## Rhodia
Pianeta della nebulosa Testa di Cavallo, si trova a circa 35 anni luce da Lingane. È il 1098º pianeta colonizzato dall'uomo; era uno dei regni più importanti della nebulosa prima che i Tirannici lo conquistassero.
Al tempo degli eventi di Il tiranno dei mondi, è governato da un membro della famiglia degli Hinriadi, scelto elettivamente; sotto Hinrick V, sovrano considerato debole e stupido dai Tirannici e dal resto della Galassia, Rhodia preparò una ribellione ispirata ad ideali di democrazia.

## Rigel
Nel primo millennio dell'era Galattica, i rigelliani svilupparono una cultura robotica, cadendo nella passività e diventando prede del signore della guerra Moray.

## Rossem
All'epoca dei fatti descritti nel romanzo Seconda Fondazione, si presenta come un mondo orbitante attorno ad una fredda stella rossa, dal clima glaciale, in cui solo una stretta fascia di territorio a ridosso dell'equatore sia abitabile. La popolazione è scarsa, composta per intero da poveri contadini; non esistono città di rilievo, ma solo villaggi.
Sul pianeta, ai tempi dell'Impero Galattico, venivano mantenuti solo un osservatorio e una piccola guarnigione; il pianeta era meta solamente di alcuni prigionieri politici. A seguito della caduta dell'impero, Rossem entrò sotto il dominio di Tazenda, il pianeta vicino più industrializzato, che riscuoteva le tasse dei Rossemiti e in cambio garantiva a questi un minimo di civiltà tecnologica.
Secondo quanto raccontato nel romanzo, durante la caccia alla cosiddetta Seconda Fondazione, il pianeta viene reputato una delle possibili sedi. Diventa così il luogo di uno scontro, soprattutto mentale, tra il Mulo, Bail Channis, agente della Seconda Fondazione, e il Primo Oratore Preem Palver, dopo il quale il Mulo termina le sue campagne di conquista rinunciando al sogno di dominare la galassia.

## Salinn
Il primo pianeta ad essere consapevole dell'offensiva del Mule nei confronti della Fondazione.

## Santanni
Pianeta a circa 9.000 parsec (29.000 anni luce) da Trantor e a circa 800 parsec da Locris.
Nel 12058 EG il pianeta si ribellò all'Impero; in questa rivolta fu ucciso Raych Seldon, che vi si era trasferito con sua moglie Manella e sua figlia Bellis.
È menzionato in Fondazione anno zero, Cronache della Galassia, L'altra faccia della spirale e L'orlo della Fondazione in cui Janov Pelorat dice di avere su Santanni un figlio insegnante di chimica.

## Sarip
Pianeta vicino ad Anacreon.

## Sark
Al tempo del romanzo Le correnti dello spazio, è il pianeta più ricco della Galassia; tale ricchezza deriva dallo sfruttamento coloniale delle coltivazioni di kirt, stoffa pregiatissima, del vicino pianeta Florina.
Sark aveva costituito nel passare degli anni un piccolo regno interstellare costituito da una quarantina di pianeti, ma aveva abbandonato tutte le proprie conquiste in seguito alla scoperta delle infinite applicazioni del kirt, e il monopolio che esercitava su il commercio di questo materiale gli garantivano un'autorità politica paragonabile quasi a quella che esercitava in quel periodo la stessa Trantor.
A seguito degli eventi narrati in Le Correnti dello spazio, Sark perderà il suo monopolio sul commercio di kirt ed entrerà nella sfera d'influenza trantoriana.

## Sayshell
Pianeta distante circa 10.000 parsec (33.000 anni luce) da Terminus, e vicino a Gaia.
Nell'era pre-imperiale, Sayshell fu dominato da idee religiose secondo le quali sarebbe stato il primo pianeta ad essere colonizzato dalla Terra, mentre il resto della Galassia sarebbe stato colonizzato da Sayshell stesso. Il pianeta fu profondamente nazionalista anche durante l'Impero; nel 305 EF firmò un trattato di neutralità con il Mule. Nel 498 EF è la capitale della Unione di Sayshell, un'entità politica che conta 86 pianeti abitati.
Gli abitanti si chiamano solitamente l'un l'altro usando le iniziali dei rispettivi lunghissimi nomi.

## Sirio
Uno dei primi pianeti colonizzati dall'uomo (senza contare quelli Spaziali). Su di esso infatti sono state rinvenute iscrizioni nell'antica e prima unica lingua del pianeta originario: l'inglese (o meglio, una versione futura di quello moderno). Su di esso, durante e prima l'epoca imperiale, si sono sviluppate fortissime tensioni anti-terrestre. Il pianeta prende il nome dal sistema di stelle omonime su cui orbita, inoltre, il suo nome dà origine anche al nome del Settore (Settore Sirio).

## Siwenna
Siwenna fu il pianeta a capo del Settore Normannico durante la Pax Imperium ma in seguito alle numerose secessioni della Periferia, anche Siwenna andò in conflitto con l'autorità imperiale, e da questi aspri rapporti scaturì una sanguinosa guerra civile, più volte ricordata come un vero e proprio massacro da entrambe le parti.
Dopo le guerre, Siwenna divenne un pianeta esterno e soggetto a frequenti invasioni dei popoli barbari della Periferia. Ben presto, questo pianeta cadde in rovina, conoscendo una grave crisi economica ed una notevole diminuzione della popolazione. Tutto ciò portò ad un grave regresso culturale.
Bel Riose utilizzò Siwenna come roccaforte e quartier generale durante la guerra contro la Fondazione, incontrando gravose resistenze poiché Siwenna era stato uno dei pochi pianeti ancora di possesso imperiale ad aver avuto contatti positivi con la Fondazione stessa, grazie ad abili azioni diplomatiche da parte di Hober Mallow.

## Smitheus
Uno dei cinquanta mondi Spaziali.
A differenza degli altri, il pianeta prende il nome non da una delle Muse della mitologia greca, bensì dal cognome del capo che guidò i primi coloni sul pianeta.

## Smushyk
Pianeta della Periferia, menzionato in L'altra faccia della spirale.

## Solaria
Solaria fu il cinquantesimo e ultimo pianeta dei Mondi Spaziali ad essere colonizzato nella prima ondata colonizzatrice; si stima sia avvenuto circa trecento anni prima degli eventi del romanzo Abissi d'acciaio. I primi coloni provenivano dal vicino pianeta Nexon.
Inizialmente visto come un pianeta di vacanze per il ceto abbiente, Solaria divenne indipendente dopo circa un secolo, ponendovi a capo un "Reggente" e limitando l'afflusso di nuovi immigranti, avendo ovviato completamente la domanda di manodopera con l'automazione. Il numero di abitanti rimase quindi molto basso, (circa 20.000 al tempo de Il sole nudo) a fronte di un numero elevatissimo di robot (circa 10.000 per abitante). I Solariani si specializzarono nella robotica, producendo robot per gli altri mondi Spaziali.
Gli abitanti del pianeta svilupparono una cultura isolazionistica, dove il contatto umano diventava raro, fatta eccezione per la procreazione e l'assistenza medica. Per taluni diventava un male necessario, detestabile fino al parossismo. La comunicazione era sostenuta grazie a sistemi olografici molto sofisticati.
Circa duecento anni dopo, al tempo della seconda ondata migratoria dalla Terra, i Solariani tagliarono definitivamente il contatto col resto della Galassia, trasferendosi sottoterra e lasciando dei robot androidi a sorvegliare la superficie, assumendo un atteggiamento ostile verso gli stranieri, i non parlanti il dialetto solariano, come narrato nel romanzo I robot e l'Impero, eludendo così le fondamentali Leggi della robotica.
I Solariani acquisirono avanzatissime conoscenze nel campo dell'ingegneria genetica, fino a rendersi ermafroditi e assicurarsi una notevole longevità, di circa sei secoli. Essi si dotarono dei lobi trasduttori, ovvero degli organi annessi al cervello, attraverso i quali possono trasformare l'energia geotermica e solare in energia cinetica ed elettrica, usata per alimentare le macchine e compiere svariati esercizi meccanici e termodinamici a distanza, una facoltà simile alla psicocinesi.
Circa diecimila anni dopo, nell'anno 499 EF, Solaria viene visitato dalla spedizione di Golan Trevize, Janov Pelorat e Bliss, i quali si incontrano con un curioso ma ostile tenutario di nome Sarton Bander. "Esso" rivela loro i progressi della Biologia, ammonendoli al contempo di un'eventuale minaccia futura.
Solaria è l'esatto opposto di Gaia. Entrambe rappresentano, agli occhi dell'autore, l'estremizzazione di due visioni contrapposte del mondo: laddove la prima è una società rigorosamente individualista, con una nettissima distinzione dei diritti del singolo e delle proprietà, la seconda è invece una società collettivista e armoniosamente organica in tutte le sue parti singole, con lo svantaggio di non considerare l'individualità come un valore.

## Synnax
Pianeta natale di Gaal Dornick, si trova ai margini di una zona denominata Corrente azzurra.

## Tazenda
Nel romanzo Seconda Fondazione, viene indicato un pianeta periferico chiamato Tazenda, protagonista suo malgrado della frenetica caccia alla fantomatica sede di telepatici, in grado di opporsi ai poteri del Mulo.  
L'origine di tale equivoco si deve a un'assonanza linguistica. Tracce filologiche e citazioni dello studioso Hari Seldon, indicavano un pianeta misterioso chiamato Star's End (fine della stella), la quale pronuncia inglese è molto simile a quella di Tazenda..

## Terminus
Terminus è un pianeta situato nel settore di Anacreon, a diecimila parsec da Trantor, la capitale imperiale. È il solo pianeta ad orbitare intorno alla sua stella, ed è quasi privo di metalli. Sul pianeta non sono presenti veri e propri continenti, ma una grande quantità di isole. Trovandosi sul bordo della galassia, il suo cielo è quasi vuoto di stelle. Già noto all'Uomo ma disabitato, Terminus venne colonizzato in funzione del Piano Seldon: tramite la psicostoria Hari Seldon predisse che l'Impero Galattico sarebbe caduto entro trecento anni e che ad esso sarebbero seguiti trentamila di barbarie prima della fondazione di un secondo impero. Impossibilitato ad impedire tale evento, Seldon si organizzò per ridurre l'interregno a mille anni. Il primo passo del piano consisteva nell'isolare un ampio numero di scienziati e le loro famiglie (per un totale di quasi centomila individui) in un pianeta ai margini della galassia e povero di risorse minerarie. Seldon chiese al bibliotecario capo della Biblioteca di Trantor di sceglierne uno in base a tali parametri ed egli gli indicò tale mondo. Facendo sempre uso della psicostoria e della psicologia, Seldon fece in modo che lui e gli scienziati da lui selezionati venissero tutti esiliati su Terminus, ufficialmente allo scopo di creare e pubblicare una Enciclopedia Galattica il cui scopo avrebbe dovuto essere quello di impedire la perdita della conoscenza scientifica a seguito della caduta dell'impero. Il vero scopo era quello di creare il nucleo da cui sarebbe nato il Secondo Impero Galattico. La Fondazione dovette così affrontare numerose crisi dette Crisi Seldon, dalle quali uscì sempre rafforzata. Tuttavia nel 297 E.F., anno in cui si sarebbe dovuta verificare la quarta crisi un individuo mutante noto solamente come Mulo riuscì contro le previsioni di Seldon a sconfiggere e conquistare la Fondazione formando un proprio impero grazie ai propri poteri mutanti. La Seconda Fondazione intervenne ripristinando il piano e la Prima Fondazione rinacque nel 307 a seguito della morte del Mulo.
Nel romanzo Fondazione e Terra, ambientato nel 498 E.F., Terminus ospita ormai centinaia di milioni di abitanti ed è il maggiore centro politico della Galassia.

### Moneta
Pur nascendo "Sotto il controllo diretto di Sua Maestà l'Imperatore" (come narrato in Cronache della Galassia), Terminus batte moneta propria, il Credito, all'inizio con monete di acciaio. Con l'espansione della Fondazione, questa diventerà la valuta ufficiale di tutti i territori da lei controllati.

### Biologia
Prima dell'occupazione umana, Terminus ospitava alcune forme di vita primitiva. Una volta colonizzato, queste forme di vita si ritrovarono a competere con specie più forti e si estinsero.

## Terel
Uno dei pianeti dei Mercanti indipendenti, attorno al 300 EF.

## Terra
La Terra rappresenta uno degli elementi in comune tra i cicli della Fondazione, dell'Impero e dei robot scritti da Isaac Asimov. È una delle ambientazioni oppure è nominata in quasi tutti i romanzi che compongono questi cicli; non se ne parla solamente ne Il crollo della Galassia centrale e in L'altra faccia della spirale.

### Ciclo dei Robot
Molti dei racconti sui robot positronici sono ambientati su di essa, o almeno nei suoi dintorni (Sistema solare). L'intero Abissi d'acciaio è ambientato sulla Terra, mentre qui si svolgono l'inizio e il finale di Il sole nudo e di I robot dell'alba, nonché l'intera parte finale di I robot e l'Impero.

#### Descrizione
Nei vari racconti, la Terra è molto simile a quella moderna, in quanto questi sono ambientati in un futuro non troppo lontano (tra i 50 e 150 anni nel futuro). Successivamente vi è un gap di tempo di almeno 1500 anni, in cui si sa poco o nulla sul suo stato. All'inizio del primo romanzo poi è presentata come un pianeta in cui l'intera popolazione vive in enormi agglomerati urbani, chiamati Città (gli abissi d'acciaio del titolo), che comprendono anche più di dieci milioni di abitanti, completamente separate dall'esterno, i cui abitanti non escono all'esterno se non in casi eccezionali, soffrendo di agorafobia. La sovrappopolazione ha portato a diminuire gli spazi usati per le abitazioni: i pasti sono consumati in comune nelle mense, così come i bagni (i Personali) sono comuni tra i vari appartamenti. Le automobili sono rare, usate solo per gli spostamenti dei mezzi di soccorso; gli abitanti si muovono principalmente sfruttando vie celeri, dei grandi sistemi di trasporto pubblico.
Gli immensi spazi tra una Città e l'altra sono occupati dalle coltivazioni, che sono gestiti da robot molto primitivi, i quali sono usati anche nelle miniere. Nelle città i robot cominciano ad essere usati soltanto per l'insistenza degli Spaziali; questo progetto, ideato e guidato da Han Fastolfe, aveva lo scopo di creare un gruppo di uomini senza lavoro, motivati quindi a cominciare una nuova ondata di colonizzazione dello spazio.
Soltanto con l'inizio di questa i terrestri, guidati da Elijah Baley, cominceranno a vivere anche all'esterno.

#### Storia
La Terra, all'inizio di Abissi d'acciaio, è poco più di un protettorato dei Mondi Spaziali, e di Aurora in particolare. Questi hanno ottenuto l'indipendenza circa un secolo prima del romanzo, per poi diventare gradualmente più potenti mentre sulla Terra venivano costruite le prime Città, che portarono ad un abbandono della competizione con gli altri mondi.
Successivamente, gli Spaziali fondarono vicino alla Città di New York Spacetown, che venne visto dalla popolazione come l'inizio di un'invasione. Ci fu una rivolta, che tuttavia fu respinta dagli Spaziali; Spacetown fu tuttavia smantellata dopo gli eventi di Abissi d'acciaio.
Grazie all'opera di Elijah Baley, a sua volta convinto dall'auroriano Han Fastolfe, i terrestri cominciarono una nuova ondata di colonizzazione; il primo pianeta dei nuovi Coloni fu chiamato Baleyworld, in onore del figlio di Baley, Ben, che aveva guidato le prime spedizioni. Grazie alla numerosa popolazione della Terra, questa nuova ondata popolò in rapida successione una serie di pianeti, che vedevano la Terra come un luogo sacro, che veniva visitato molto spesso. Gli Spaziali si sentirono minacciati dalla crescente potenza dei Coloni; in particolare, Kelden Amadiro e Levular Mandamus svilupparono dei dispositivi in grado di aumentare gradualmente la radioattività della Terra, nella speranza che questo demoralizzasse i Coloni.
Essi riuscirono ad attivare i loro dispositivi, ma questo non arrestò né i coloni né il declino degli Spaziali.

### Ciclo dell'Impero
La radioattività della Terra è un tema comune dei tre romanzi del ciclo dell'Impero.
In Il tiranno dei mondi, la Terra è ancora riconosciuta come il pianeta natale del genere umano; ampie zone della sua superficie sono radioattive, e tutti gli abitanti portano dei cinturini sensibili alla radiazioni, che diventano tanto più azzurri quanto più radiazioni hanno assorbito. Questo cinturino viene usato dai medici negli ospedali per capire in maniera rapida quanto grave è l'avvelenamento di cui soffre il paziente. Per chiunque costruisca o usi bombe a radiazione è prevista anche la pena di morte. È anche sede di un'università, nella quale ha studiato Biron Farill; vi si svolge la prima parte del romanzo.
In Le correnti dello spazio è il pianeta d'origine del protagonista Rik, e fa già parte del regno di Trantor.
Sulla Terra si svolge interamente Paria dei cieli: in questo romanzo si è persa la certezza che l'umanità si sia sviluppata sul pianeta. Quasi tutta la superficie è radioattiva, e il pianeta è considerato con sufficienza dall'Impero, contro il quale gli abitanti si sono ribellati più volte.

### Ciclo della Fondazione
Nel ciclo della Fondazione la Terra è diventato un mondo mitico, completamente radioattivo e non più abitato, come sarà svelato in Fondazione e Terra, gli ultimi abitanti rimasti sono stati trasferiti sul vicino pianeta di Alpha, in orbita attorno ad Alpha Centauri A. La questione dell'ubicazione del pianeta viene chiamato Problema delle Origini, ed ha un grande risalto soprattutto nelle epoche di decadenza dell'Impero, a causa dell'insoddisfazione verso il presente; gli Imperatori reagiranno spesso proibendo lo studio della questione.
Janov Pelorat è uno storico specializzato nel Problema delle Origini.

#### Differenze traCronache della Galassiae gli altri romanzi
Nella seconda parte di Cronache della Galassia, Lord Dorwin, dichiarando di avere una nuova teoria su questo problema, enuncia una serie di stelle attorno alle quali gli studiosi ipotizzano orbiti il pianeta d'origine dell'umanità. Tra questi cita Alfa Centauri, il Sole, Sirio e Arturo: la discrepanza con gli altri romanzi (in cui si dice che il Sole non è presente sulle carte galattiche e che Alpha Centauri non è segnalato come pianeta abitato) si può spiegare con il fatto che i tre cicli erano originariamente separati tra loro, e che solo negli anni Ottanta, quando sono stati scritti i prequel e i seguiti della trilogia originale, nonché I robot e l'Impero, i romanzi siano stati collegati tra loro da Asimov.

## Trantor

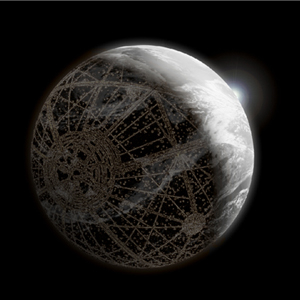
Trantor nel periodo del massimo splendore

Trantor è il pianeta-città capitale del Primo Impero Galattico

### Storia
Localizzato nelle regioni centrali della Via Lattea e uno dei pianeti abitabili più vicini al Nucleo Galattico, Trantor venne colonizzato nei primi millenni di espansione umana nell'Universo, e pian piano acquisì sempre maggiore importanza e potere. Inizialmente composto di soli cinque mondi, lo stato fondato da Trantor (prima una Repubblica, poi una Confederazione, poi un Impero) inglobò sempre più sistemi stellari nel corso dei millenni, fino a fondare un vastissimo Impero Galattico e rimanendone la capitale per 12.000 anni (centinaia di generazioni).
Aveva una superficie abitata di oltre 75 milioni di miglia quadrate e consisteva di una singola città, con oltre 40 miliardi di abitanti (45 miliardi nell'epoca di massimo splendore, sotto gli imperatori Entunsiani).
Prima dell'ascesa come Impero Galattico, l'Impero Trantoriano (che comprendeva circa metà della Galassia) si trovò in competizione con altre entità statali per il dominio della Galassia, come lo Stato di Sark (che traeva il proprio potere dal monopolio del tessuto Kirt), lo Stato di Sirio, il regno di Vega e altre numerose entità statali multiplanetarie; tuttavia Trantor riuscì, lentamente, a prevalere su di esse e ad assorbirle nei suoi domini, fondando uno stato-galassia noto come Impero Galattico destinato a durare dodicimila anni, di cui Franken I divenne il primo sovrano.
Dapprima un mondo normale composto da zone urbane, oceani, foreste pluviali, deserti ed altri ambienti naturali, lentamente venne del tutto urbanizzato fino a divenire un'unica città planetaria (una ecumenopoli); gli oceani furono imbrigliati in enormi serbatoi ed utilizzati come fonte di cibo, acqua potabile ed energia e sopra di essi sorsero palazzi e cupole, le montagne furono inglobate sotto la struttura urbana planetaria, i poli deglacizzati e urbanizzati ed i deserti assorbiti nelle fondamenta dell'immensa ecumenopoli.
Sotto il regno della dinastia Entun, nel periodo che va dal -200 fino al 100 E.F. circa, il pianeta raggiunse il suo massimo splendore; completamente urbanizzato e racchiuso sotto le cupole, l'unica zona libera era l'area del Palazzo Imperiale e della Biblioteca Galattica; nel resto del pianeta, il clima era controllato artificialmente a seconda delle esigenze della popolazione.
La città-pianeta era divisa, nell'Età dell'Oro, in oltre 800 settori, rendendo Trantor un mondo multiculturale, ciascun settore con storia e tradizioni diverse, essendo originariamente colonizzati da persone di differenti mondi (tra cui il settore di Micogeno, caso unico in tutta la galassia, dai superstiti di Aurora, un mondo Spaziale).
Proprio la differenza fra le varie zone della città-pianeta sarà utile ad Hari Seldon per sviluppare la psicostoria, come viene narrato nel libro Preludio alla Fondazione.
Dopo la morte di Seldon e l'insediamento degli enciclopedisti su Terminus, Trantor continuò a rimanere la capitale dell'Impero anche nei periodi del suo sfaldamento, con la dichiarazione d'indipendenza dei settori periferici; per alcuni secoli, anzi, il pianeta accrebbe addirittura la propria ricchezza, noncurante dello sfacelo in cui lentamente tutta la Galassia stava sprofondando a partire dalla Periferia galattica, talmente lontana e remota per i trantoriani da essere considerata trascurabile, se non inutile.
La sua totale dipendenza per gli alimenti e l'energia da parte di moltissimi pianeti periferici fu causa della sua decadenza ed, infine, della sua rovinosa caduta finale.

#### Caduta di Trantor
Trantor cadde definitivamente con l'omonimo Sacco.
Il Sacco avvenne qualche anno dopo la sconfitta del generale Bel Riose contro la Prima Fondazione, durante il regno del padre di Dagobert IX e venne guidato da Gilmer che attaccò e bombardò orbitalmente il pianeta con un'immensa flotta stellare, facendo miliardi di vittime, e devastando totalmente la città planetaria, riducendo ad un cumulo di rovine il più grande insediamento urbano della Storia dell'Umanità.
La famiglia imperiale venne decimata e il palazzo semi-distrutto. L'unico edificio che oppose resistenza e che non venne occupato e distrutto fu la biblioteca centrale, difesa dagli uomini mentalisti della seconda Fondazione.
Gli abitanti, da miliardi che erano nell'età del massimo splendore, a causa dell'attacco, delle successive epidemie e stenti e per via della massiccia emigrazione, si ridussero a poco più di cento milioni, che lentamente svilupparono una società post-tecnologica basata sull'agricoltura e sulla vendita delle inesauribili risorse metalliche, plastiche e vitree delle rovine dell'ecumenopoli ai pianeti circostanti.
Il pianeta venne rinominato Hame (una forma locale del galattico Home, ovvero patria) dai superstiti, sebbene dal resto della Galassia continuasse ad esser chiamato con l'antico nome Trantor, e lentamente le rovine di metallo dell'ecumenopoli vennero dismesse e vendute ai pianeti vicini, ritrasformando il pianeta in un mondo rurale dopo decine di migliaia di anni dalla sua prima colonizzazione.
Trantor rimase come centro di potere occulto sede della Seconda Fondazione. Ciò che restava della corte e dell'amministrazione imperiale, fuggì sul pianeta Delicass, conosciuto da quel momento in poi come Neo-Trantor.
L'immenso ed immortale Impero Galattico, che per decine di migliaia di anni aveva riunito sotto di sé tutta l'Umanità, si ridusse ad una ventina di pianeti agricoli e retrogradi.
È noto che nel 297 E.F. la biblioteca venne visitata da Ebling Mis, Bayta Darell, il Mulo e Toran Darell per cercare l'ubicazione esatta della seconda Fondazione. Nonostante Ebling Mis fosse riuscito a terminare la ricerca, venne ucciso da Bayta Darell subito prima che svelasse inconsciamente tale preziosissimo segreto al Mulo, che aveva seguito Bayta, Ebling e Toran sotto le sembianze di un buffone.

### Descrizione
Ai tempi del suo massimo splendore Trantor era completamente urbanizzata e ricoperta da cupole, eccetto per l'area del palazzo imperiale e dell'università. Al di sotto della Cupola il tempo atmosferico era controllato e l'alternanza giorno-notte era ricostruita artificialmente. Si estendeva sottoterra e in alcuni punti perfino sotto le dorsali oceaniche. I suoi abitanti uscivano raramente all'aperto (la cosiddetta "Faccia Superiore") e molti erano affetti da agorafobia. Questi tratti sono presenti anche in altri romanzi di Asimov, come Abissi d'acciaio, in cui le città terrestri vengono lasciate molto raramente dai loro abitanti.
Dopo la caduta, il pianeta, rinominato Hame dai contadini (in dialetto locale "Patria"), diviene gradatamente un mondo agricolo e popolato prevalentemente da persone semplici ed incolte, dedite all'agricoltura e la rivendita di materiale edile dai ruderi; Preem Palver, Primo Oratore della Seconda Fondazione, in L'altra faccia della spirale si finge contadino per poter portare su Trantor Arkady Darell.

### Suddivisione amministrativa
In Preludio alla Fondazione, Trantor viene descritto come suddiviso in un numero elevato (circa ottocento) di Settori, cioè suddivisioni territoriali che servono per l'amministrazione civile. I settori menzionati nel romanzo sono i seguenti.

#### Dahl
Uno dei settori più poveri di Trantor, e uno di quelli in cui lo strato di magma è più vicino alla superficie. Per questa sua caratteristica viene usato per la produzione di energia, nelle cosiddette "cistermiche". I dahliti sono generalmente bassi, scuri di pelle e di capelli. Gli uomini portano generalmente dei folti baffi, che vengono visti come simboli di virilità; portano anche dei coltelli per autodifesa. Uno dei livelli più bassi è Billibotton, un quartiere violento e malfamato. Raych Seldon e Yugo Amaryl provengono da questo settore.

#### Settore Imperiale
È il centro amministrativo dell'intero Impero ed ospita il Palazzo Imperiale (che è tra l'altro l'unica zona del pianeta non ricoperta da una Cupola) e la Biblioteca Galattica. È quello col più alto tenore di vita.

##### Biblioteca di Trantor
La Biblioteca di Trantor, conosciuta anche come Biblioteca Imperiale, Biblioteca dell'Università di Trantor o più semplicemente come Biblioteca Galattica, è situata nel Settore Imperiale del pianeta Trantor ed è facente parte dell'Università Imperiale. Al suo interno operavano una moltitudine di bibliotecari il cui scopo era quello, per mezzo di terminali, di indicizzare l'intera conoscenza umana.
Come rivelato verso la fine del romanzo Seconda Fondazione, un ruolo importante viene attribuito alla Biblioteca dalla Seconda Fondazione, la quale si assicurò che non venisse distrutta durante il saccheggio del pianeta Trantor ad opera del leader ribelle Gilmer intorno all'anno 260 EF (Era della Fondazione) e della massiccia distruzione degli edifici che ne seguì.

#### Micogeno
Abitato dai discendenti dell'antico mondo di Aurora (che loro chiamano Mondo dell'Alba), è un settore chiuso ai contatti con l'esterno, estremamente classista e maschilista. Esporta microcolture di lievito in tutto Trantor; queste vengono considerate di primissima qualità, ma i micogeniani non esportano i prodotti migliori. Durante un rito di passaggio, i Micogeniani vengono completamente depilati per marcare la loro differenza con i "tribali", come chiamano gli esterni. Coloro che fuggono da questo settore (chiamati "Fuggiaschi") o lasciano temporaneamente Micogeno spesso portano parrucche per non essere additati come Micogeniani; gli esterni che soggiornano nel settore devono portare guaine craniche per nascondere i propri capelli. I nomi micogeniani sono formati da un nome e un numero; le classi alte hanno nomi riferiti a fenomeni naturali come Sole, Cielo, Luna, mentre i nomi dei membri delle classi più basse derivano dalle colture di lievito. La loro religione si basa su un Libro che narra di antiche vicende legate agli Spaziali; al centro del loro settore vi è il Sacratorium, una sorta di tempio in cui sono presenti varie immagini del Mondo dell'Alba. A capo del settore vi è un Consiglio degli Anziani, guidato da un Sommo Anziano (che nel 12020 EG è Caposole 14).

#### Streeling
Sito dell'università di Streeling, della quale Hari Seldon fu professore per lungo tempo.

#### Wye
Collocato nei pressi del polo Sud del pianeta, è un settore molto ricco e potente, guidato da una dinastia che governa in modo assolutista, portando la carica di Sindaco. In tempi lontani dalla caduta dell'Impero, alcuni imperatori provenivano da questo settore; questo è all'origine delle rivendicazioni che provocheranno nel 12020 EG (sotto i sindaci Mannix IV e Rashelle) un tentativo di colpo di Stato, impedito da Eto Demerzel. L'importanza di questo settore deriva dalla sua posizione, necessario per il raffreddamento di Trantor.

### Influenze
Nel ciclo di Guerre stellari, il pianeta Coruscant è visibilmente ispirato a Trantor: condivide con esso il concetto di pianeta completamente coperto da un'unica città. Alcune caratteristiche differenziano tuttavia i due pianeti: gran parte di Trantor è sotterranea, mentre Coruscant è costruito interamente in superficie.
Similmente Galactopolis, nelle strisce del fumetto britannico Jeff Hawke, del disegnatore scozzese Sidney Jordan, è capitale di una confederazione intergalattica; in un episodio dove il protagonista fa visita è situata nella Galassia di Andromeda, in altri successivi orbita attorno ad una più nostrana stella Arturo.

## Tyrann
Il 1099º pianeta colonizzato dall'uomo, si trova nella nebulosa Testa di Cavallo, a circa 500 anni luce (150 parsec) dalla Terra. (Questa è la distanza che Asimov cita nel romanzo Il tiranno dei mondi; tuttavia, la vera distanza della nebulosa dalla Terra è circa 1600 anni luce).
Quasi completamente deserto, è governato da un "Khan"; i suoi abitanti (detti comunemente Tirannici) sono un popolo dedito principalmente alle arti guerriere. All'epoca di Il tiranno dei mondi, Tyrann controlla una cinquantina di mondi della nebulosa (i Regni Nebulari), tra i quali vi sono Rhodia e Nephelos. L'espansione del regno fu fermata dopo una guerra tra Tyrann e Lingane; tuttavia una cinquantina d'anni dopo questa guerra, dopo la morte di Sander Jonti, i Tirannici riuscirono finalmente a conquistare Lingane.

## Vincetori
Pianeta sulla rotta comunemente seguita tra Kalgan e Tazenda.

## Voreg
Un pianeta della Prefettura di Anacreon, vicino al mondo principale.

## Wanda
Quartier generale della flotta del generale Bel Riose durante la guerra tra la Fondazione e l'Impero, dove sono tenuti prigionieri Lathan Devers e Onum Barr.

## Wenkory
Pianeta natale di Las Zenow, nominato in Fondazione anno zero (quarta parte).

## Zoranel
Pianeta dove vennero esiliati Pelleas Anthor e altri cinquanta membri della Seconda Fondazione, al termine di L'altra faccia della spirale, nel 378 EF.